# 區士培
區士培空軍中校，CBE，AE（英語：Air Efficiency Award，1944年6月11日—），前英國殖民地官員，1990年至1995年擔任保安司一職。他能讀寫中文和以粵語交流，令他可以自行閱覽中文傳媒報道。有傳媒形容他的大眾形象似乎不苟言笑，是個常常對著刻苦沉悶文件工作的人，但實則不然，是個有幽默感但又盡責的工作狂。

## 背景
區士培於1944年6月11日出生於英屬牙買加，其父為英國一植物學教授，後在西印度群島大學執教。區士培因而在牙買加出生，1958年至1962年入讀英國其中一間頂尖的天主教公立學校唐賽德學校，之後於1962年至1965年負笈牛津大學林肯學院修讀哲學、政治學及經濟學學士學位。大學最後一年時，因希望到海外工作，申請到港出任政務官。妻何麗珊為華人，1976年1月9日於香港成婚，育有一子一女，女兒Caroline生於1977年，而兒子Donald生於1979年。他喜愛板球；1973年9月加入The Centaurs板球隊。

## 仕途
大學畢業後，區士培於1965年9月19日以政務官身分加入港府，首個崗位是輔政司署（Colonial Secretariat），任期6年。
1970年代他先後任職新界政務署，擔任元朗理民官（最早記錄為1972年8月）、市政總署港島區助理署長、1979年1月任荃灣理民官兼市鎮專員。1980年1月任析出的葵涌理民府理民官。同年年底成為副房屋署長（策劃及行政），1981年初改為副房署長（行動事務），為期兩年。任內，區士培負責安置部分木屋、寮屋居民（主要因天災或火災而無家可歸）到臨屋區。
區士培於1983至1984年出任兩局及行政科助理處長；1984年，成為港督尤德的私人秘書。尤德1986年12月在北京猝逝，區士培便於1月離任秘書，1986年2月加入地政工務科成為副地政工務司，任期兩年。1987年10月，宣誓署理地政工務司。
1988年，區士培停薪留職一年，回到英國皇家國防研究學院修讀特別防務課程，12月初修畢，若干日假期後，即在1989年2月接替余敦（Robert Upton）任副保安司，偶有署任。1989年12月1日獲升為首長級甲級政務官。
1990年2月26日，區士培接替班乃信成為最後一名英籍保安司。任內他主司國籍問題、相當棘手的越南船民問題等。面對船民不斷湧入，香港可以容納的地方實在有限，居住環境亦甚擠迫，曾嘗試推動自願遣返，但未成功。最終港府選擇了強制遣返船民（當時譯為當然遣返），但亦面臨美、越兩國反對，區士培表示會藉英、越商討解決船民問題。至9月下旬，區士培訪河內後，表示英、越終於協議每月遣返約1,000人，較原先500名為多，逐步解決船民問題。
由於通曉中文，他可直接了解傳媒和市民對船民問題的看法。1990年12月6日，他在獅子會一個午餐會上支持政府的甄別政策，但當時有9名船民上訴該政策，高等法院法官Sears狠批區氏毫不顧忌，亦遭人權組織人士及港大法律系高級講師Nihal Jayawickrama和港大政治科學高級講師David Clark抨擊他言辭「極不恰當」。歷年費用所涉甚鉅，至1990年3月已逾十億港元。聯合國到目前仍未支付有關款項。至1990年4月底，有越南船民逃出船民中心，保安科各部隊加強戒備。而於國籍問題方面，人民入境事務處設立小組處理居英權，於1990年中接受申請，㼼選後由英國內政部決定是否批出。
1991年1月中，越南政府派出三人組來港，成員包括外交部官員，與區士培等人討論商業、船民、旅遊簽證，以及港越復飛航班等問題。
1993年4月立法局討論《刑事罪行條例》第161條「有犯罪或不誠實意圖而取用電腦」立法時，區士培解釋161條是為懲處進入電腦做犯罪前準備工作，又不足以構成欺詐的人。此罪行後來引起不少爭議，例如2014年11月5日、2015年2月5日立法會便討論使用自己的電腦算不算犯此條、使用其他電子設備，如手提電話算不算犯此條等。1993年12月31日因擔任保安司而獲英女皇頒發CBE。
1995年2月4日，為促使官員本地化，黎慶寧接過區氏保安司一職，自此區氏退休。

## 皇家香港輔助空軍
1967年，時值六七暴動，他加入皇家香港輔助空軍，任飛行學員（volunteer cadet pilot），後成為直升機機師。其後1970年代有報道記錄彼為皇家香港輔助空軍的中隊長（Squadron leader）1974年獲飛行效率獎章、1981年獲頒第一勳扣、1983年4月1日擔任中校（wing commander）及司令（commanding officer/commander）。1988年6月，英女皇壽辰授勳名單中，區氏因在香港的公共服務而獲授OBE勳銜。他另外於1982年獲委任為太平紳士。